# 阿尔德库兹河
阿尔德库兹河（法語：Couze d'Ardes，法語發音：[kuz daʁd]，意即为“阿尔德的库兹河”），或纯音译作库兹达尔德河，是法国奥弗涅-罗讷-阿尔卑斯大区多姆山省的河流，是阿列河的左支流，长39.5千米，发源自昂扎勒吕盖，于库兹河畔勒布勒伊流入阿列河。